# Wilhelm Böttner

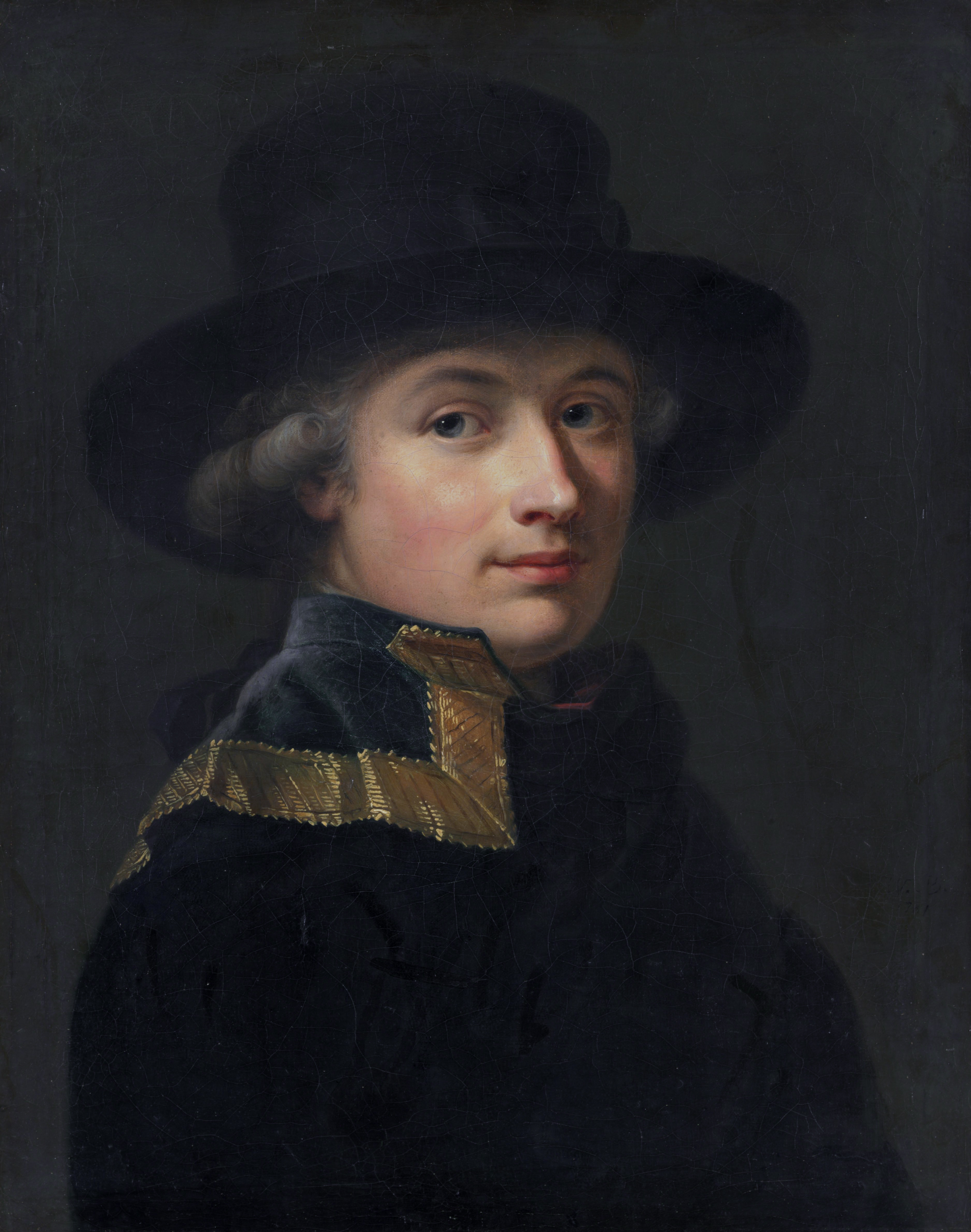
Selbstporträt Böttners, 1781

Wilhelm Böttner (* 24. Februar 1752 in Ziegenhain; † 24. November 1805 in Kassel) war ein spätbarocker und frühklassizistischer Maler. Er schuf Porträts und mythologische Szenen, die in seiner Epoche außerordentlich geschätzt waren. Wilhelm Böttner war neben seinem Lehrer Johann Heinrich Tischbein d. Ä., dem Kasseler Tischbein, einer der führenden Porträt- und Historienmaler Kurhessens. Er war der letzte bedeutende Akademiedirektor in der Residenzstadt Kassel.

## Leben

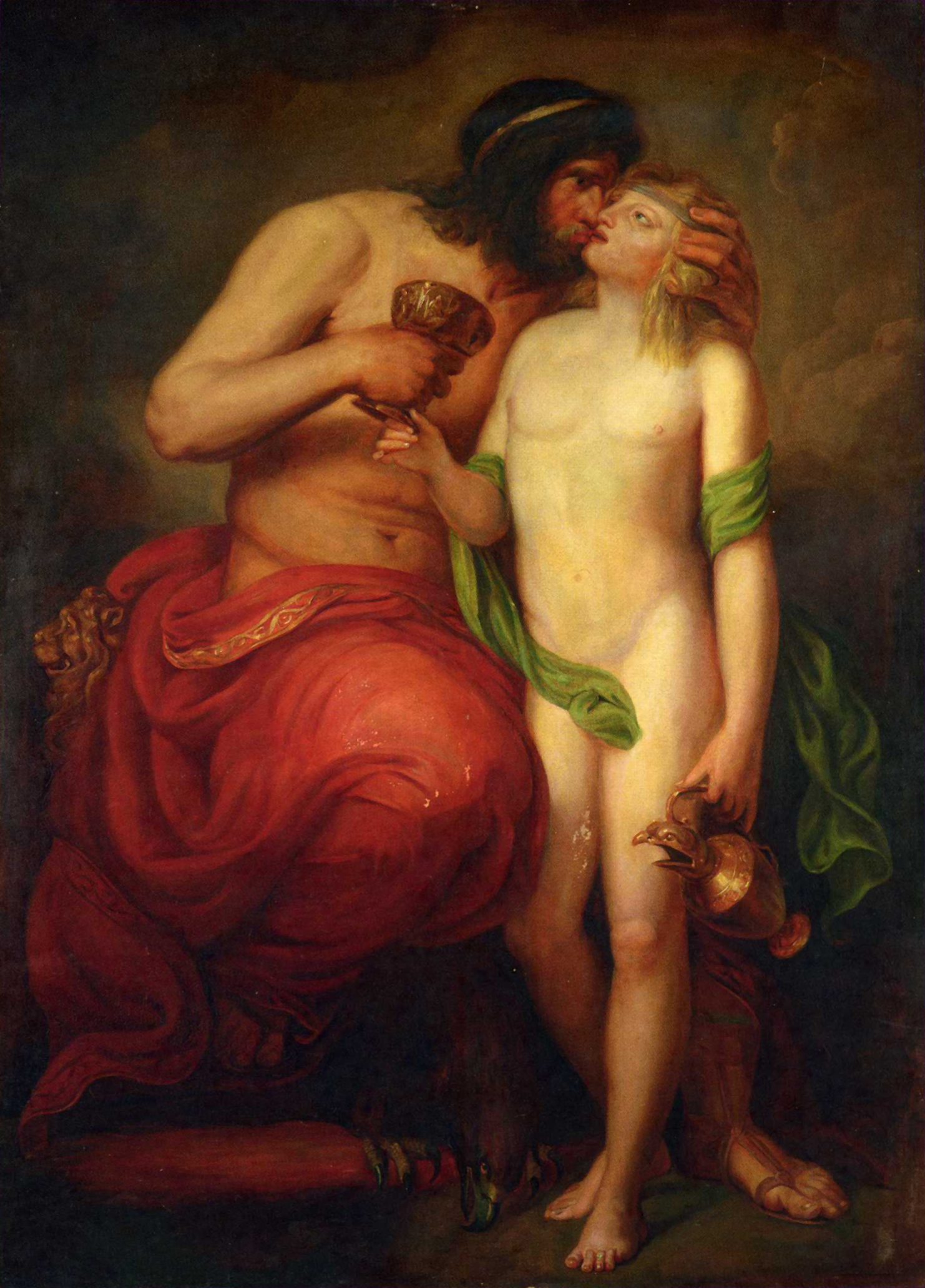
Jupiter küsst Ganymed. Kopie aus dem 19. Jahrhundert. Das Original von Böttner.

Wilhelm Böttner wuchs in Ziegenhain auf. Von 1767 bis 1770 wurde er bei Johann Heinrich Tischbein d. Ä in Kassel im Zeichnen und Malen ausgebildet. 1772 reiste er nach Düsseldorf. 1773 wirkte Wilhelm Böttner künstlerisch in Paris. Er lernte in Paris den Tischbei Schüler Johann August Nahl d. J. kennen. 1774 schrieb er sich in die Bildende Akademie (ABA) in Paris ein. 1777 siedelte er nach Rom über und setzte sich intensiv mit den Werken Raffaels auseinander. Unter diesem nachhaltigen Eindruck entstand das Gemälde „Jupiter und Ganymed“. Goethe bedenkt dieses Meisterwerk in seinem Buch Winkelmann und sein Jahrhundert mit großem Lob. Johann Friedrich Reiffenstein vermittelte Wilhelm Böttner, der an einem Fieber erkrankt war, eine Pension des Landgrafen Friedrich II. von Hessen-Kassel. Daraufhin kehrte Wilhelm Böttner 1781 über Wien und Dresden nach Kassel zurück. Zunächst wurde in die der Kasseler Maler Akademie aufgenommen. Von 1783 bis 1784 schuf er während eines erneuten Paris-Aufenthalts u. a. Porträts des Königs Ludwig XVI. von Frankreich und dessen Frau Marie-Antoinette, Königin von Frankreich. 1784 ernannte Friedrich II. von Hessen-Kassel Wilhelm Böttner zunächst zum Hofmaler. Sein Aufnahmestück für die Kasseler Akademie Daedalus bindet Ikarus schuf er 1786. Nach dem Tod von Johann Heinrich Tischbein d. Ä und schließlich 1789 zu dessen Nachfolger als erster Hofmaler Landgraf Wilhelms IX. Mit der Berufung verbunden waren die Professur und die Direktion der Akademie für Malerei in Kassel. Dieses Amt bekleidete er bis zu seinem Tod 1805 in Kassel.
Böttner Nachlass bestehend aus Gemälden und Zeichnungen wurde am 27. Oktober 1806 in Kassel versteigert. Seine Tochter Marie heiratete 1832 Ludwig Emil Grimm.

## Auszeichnungen
- 1770: Große Medaille im Malen der Akademie in Kassel
- 1776: Große Medaille im Zeichnen der Akademie Royale in Paris
- 1780: Erster Preis der Akademie Parma für die Darstellung „Abschied des Äneas von seinem Vater“

## Ausstellungen
- 2001 Neue Galerie, Kassel

## Werke in Sammlungen
- Gemäldegalerie Alte Meister (Kassel)